# Liangduo (köpinghuvudort i Kina, Jiangsu Sheng, lat 32,78, long 120,36)
Liangduo är en köpinghuvudort i Kina. Den ligger i provinsen Jiangsu, i den östra delen av landet, omkring 170 kilometer nordost om provinshuvudstaden Nanjing. Antalet invånare är 69 572. Befolkningen består av 35 768 kvinnor och 33 804 män. Barn under 15 år utgör 10,0 %, vuxna 15-64 år 70 %, och äldre över 65 år 18,0 %.
Runt Liangduo är det tätbefolkat, med 735 invånare per kvadratkilometer. Närmaste större samhälle är Dongtai, 9,8 km nordväst om Liangduo. Trakten runt Liangduo består till största delen av jordbruksmark.
Genomsnittlig årsnederbörd är 1 148 millimeter. Den regnigaste månaden är juli, med i genomsnitt 241 mm nederbörd, och den torraste är januari, med 30 mm nederbörd.